# Congresso Olímpico de 1894

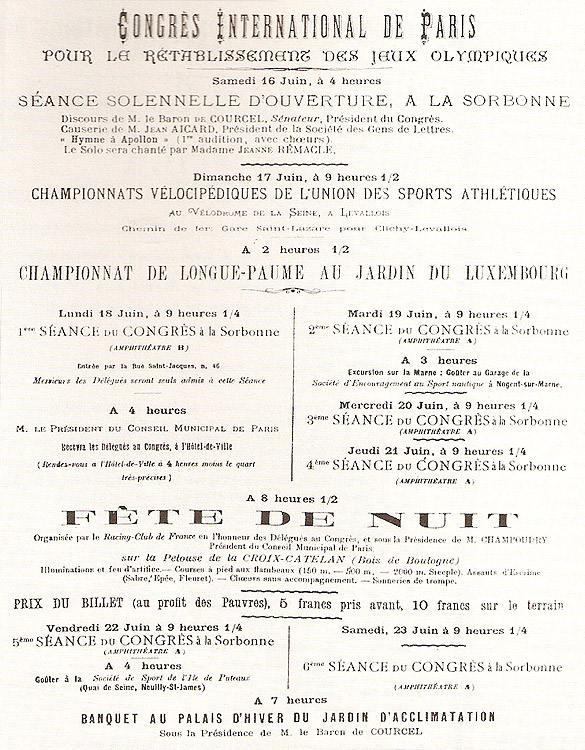
Panfleto com a programação do primeiro Congresso Olímpico de 1894

O Congresso Olímpico de 1894 foi o primeiro Congresso Olímpico. Foi realizada em Paris, no anfiteatro da Sorbonne 16-23 junho de 1894. Este congresso fundou os Jogos Olímpicos modernos.